# Chiesa della Santissima Annunziata (Uliveto Terme)
(proverbio che era scolpito sopra lo gnomone della meridiana, sulla facciata ovest)
La chiesa della Santissima Annunziata si trova nelle vicinanze di Uliveto Terme, in provincia di Pisa.
È intitolata alla Vergine Maria con l'appellativo di Santissima Annunziata (in precedenza alla Madonna della Salute).
Da secoli chiesa-santuario del paese, l'edificio e le opere d'arte versavano fino a pochi anni fa in uno stato di sostanziale abbandono. Grazie agli innumerevoli sforzi della parrocchia e della popolazione ulivetese, nonché al supporto economico di aziende, banche e istituzioni del territorio, nel 2007 è iniziato un percorso di restauro profondo cominciato con la sistemazione della facciata ovest.
Nell'ottobre 2009 la struttura è stata messa in sicurezza grazie a impalcature sui lati nord, sud e ovest. Nel dicembre 2010 sono iniziati i lavori di ripristino del tetto, resi necessari dalle continue infiltrazioni che rischiavano di danneggiare le opere d'arte, da alcuni mesi rimosse per essere riportate allo splendore originale.
Sottoposta ad ulteriori restauri anche interni, la chiesa è stata ripristinata al culto il 21 aprile del 2012 con una messa solenne officiata dall'arcivescovo di Pisa Giovanni Paolo Benotto, dal parroco attuale e da quello precedente.

## Storia
Le prime notizie storiche certe risalgono al XVII secolo, anche se nell'Archivio dei fiumi e fossi di Pisa compare, negli estimi degli anni 1556, 1563, 1580 e 1581, una "chiesa di Santa Maria di Uliveto" collegata allo "Spedale Nuovo di Pisa". La presenza del simbolo di questo Ospedale, al centro dell'architrave del portone anteriore, e il riscontro di notizie di pagamenti per l'acquisto della struttura versati allo stesso ente, in documenti dell'Archivio di Stato di Firenze, inducono a pensare alla reciproca identità delle due chiese.
La chiesa, col nome di Santissima Annunziata, fu oggetto di visite pastorali a partire dal 1685, come riscontrabile dalle memorie depositate nell'Archivio Arcivescovile Pisano.
Anticamente, secondo il Del Mosca, sembra ospitasse anche un ospizio dipendente dalla Badia della Verruca.
Sempre il Del Mosca scrive nel 1735 che era presente «...avanti la porta principale un loggiato retto da colonne di mattoni e sopra vi è posta l'abitazione del cappellano... ; .. è a tetto tanto la chiesa che la cappella ed è imbiancata la facciata...»
Nel 1775 l'edificio fu elevato rispetto alla quota originaria date le frequenti piene dell'Arno, ed a tale data risalgono anche le volte a botte e le lunette in mezzane alle finestre.
Anche nel 1920 la chiesa fu inondata durante una piena del fiume, ma fu subito restaurata con l'aiuto economico del Cardinale Pietro Maffi.
Durante la Seconda guerra mondiale la chiesa fu danneggiata seriamente, tanto che il Genio Civile nel 1951 notificò al parroco l'inagibilità della struttura, chiusa perciò al culto per circa sette anni.
Nel 1958 le strutture furono riparate dallo stesso Genio Civile, ma tuttavia alcuni mesi dopo la riparazione comparvero grosse crepe, specialmente nella sacrestia.
La chiesa rimase aperta al culto fino ai primi anni ottanta, quando vennero effettuati alcuni lavori di restauro del tetto.
Il Sindaco del Comune nell'aprile 1989 emise ordinanza di inagibilità ed impose al parroco ed ai proprietari dell'immobile di porlo in sicurezza per salvaguardare la pubblica incolumità.
La demolizione del portico antistante avvenne nei primi anni novanta in circostanze non chiare.
Dal 2004 si sono moltiplicati gli sforzi da parte del parroco, del paese e delle imprese locali per la raccolta di fondi da destinare al restauro di questo edificio.
Nel 2007 si è aperta una prima fase di recupero della struttura con il ripristino della facciata ovest.

### Compagnie religiose
Fin dalle sue origini l'edificio è stato sede di alcune compagnie religiose laiche, aventi come fini la custodia dell'oratorio, il sostegno alle attività parrocchiali e il suffragio dei fedeli defunti.

#### Compagnia della Santissima Annunziata
Compagnia principale presente nell'oratorio, ne assumeva il nome ed era costituita da alcune decine di abitanti del paese di Uliveto.
Presente in via effettiva fino ai primi anni ottanta del XX secolo, è risorta in tempi recenti sotto forma di Comitato Pro Annunziata con l'obiettivo di sostenere il recupero della struttura.
I suoi membri collaboravano all'organizzazione della tradizionale festa patronale della Santissima Annunziata, in cui veniva (e tuttora viene) portata in processione una copia in tela dell'immagine sacra presente nell'altar maggiore.

#### Compagnia del Santissimo Rosario
La cappella laterale della chiesa era sede di una Compagnia intitolata al Santissimo Rosario, composta da fedeli del vicino paese di Caprona e fondata in tempi più recenti. La sua memoria più antica risale al 1792.
La festa principale della congregazione si svolgeva nella prima domenica di ottobre.

## Profilo artistico

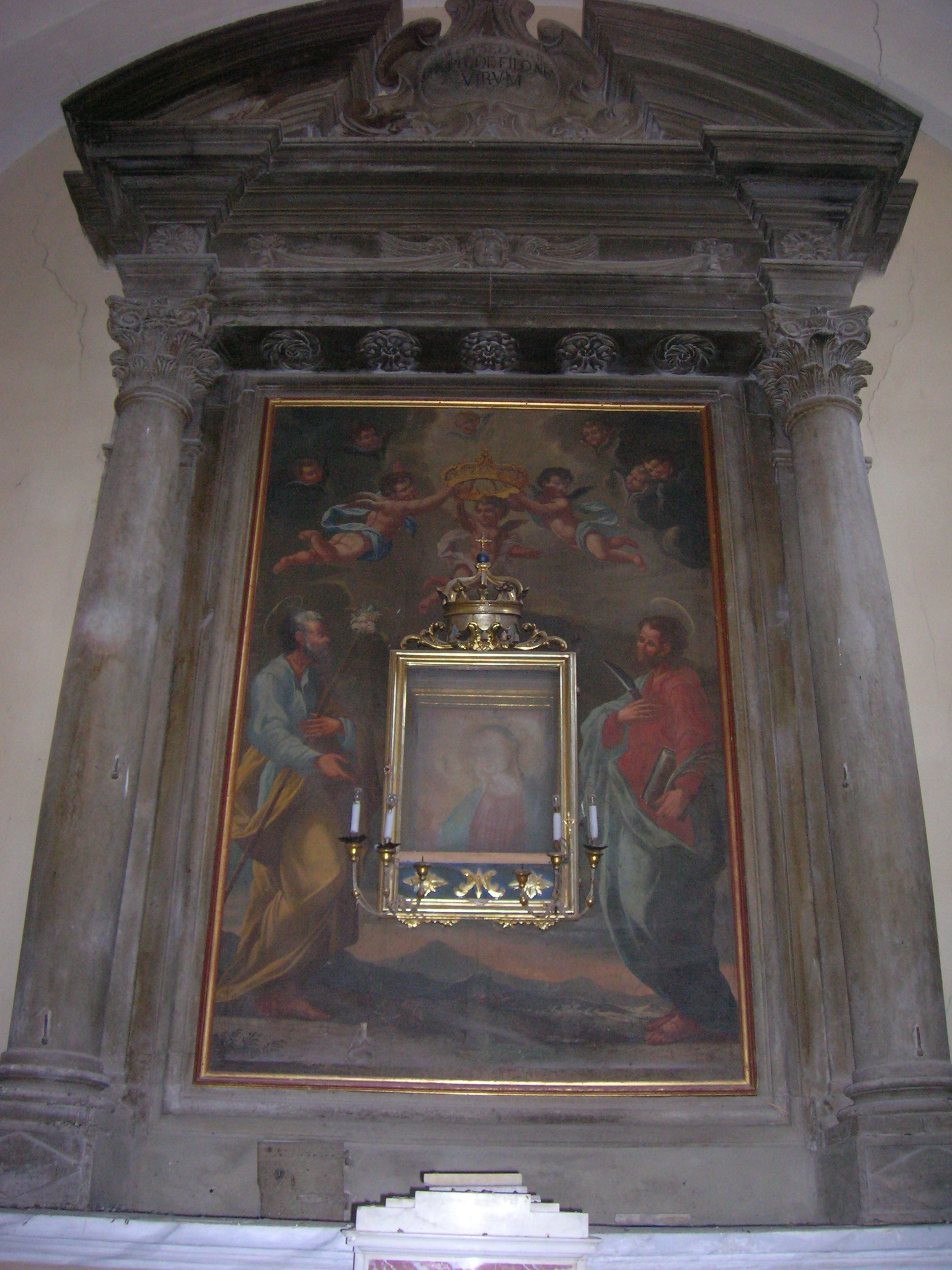
Pala d'altare con al centro l'edicola votiva della Madonna

La chiesa è a navata unica posta in senso est-ovest, con sacrestia e cappella laterale poste di fianco sul lato a sud; sembra che originariamente la porta principale fosse sul lato est, e che in seguito sia stata spostata sul lato ovest. Su questo lato sono presenti i segni della struttura che vi era addossata la quale, in parte franata, è stata completamente demolita nei primi anni novanta.

### Altare maggiore
L'altare maggiore risale alla fine del XVI secolo e risulta essere stato spostato nella posizione attuale successivamente all'edificazione della chiesa.

#### Altare
La mensa è databile alla seconda metà del XIX secolo. Dietro, sul muro, si erge l'alzata in pietra serena composta da due colonne lisce nascenti da plinti recanti due scudi identici troncati da banda con mezzo cervo rampante nel primo e bande trasversali nel secondo; architrave decorato da rosette e da una testa di cherubino, sormontato da un frontone circolare spezzato da cartoccio con la scritta: MATER SED VIRGO / CONCEPIT DE FILO NEC / VIRUM. L'alzata, di non ordinaria qualità, è databile al XVIII secolo.

#### Pala
Olio su tela - Sec. XVIII - cm 253 x 170.
In alto sono posti degli angeli in volo reggi-corona, circondati da teste di cherubini nascenti da nubi. In basso sono dipinti i due santi: a destra San Bartolomeo, a sinistra San Giuseppe, divisi al centro da una veduta di Uliveto e del monte della Verruca.

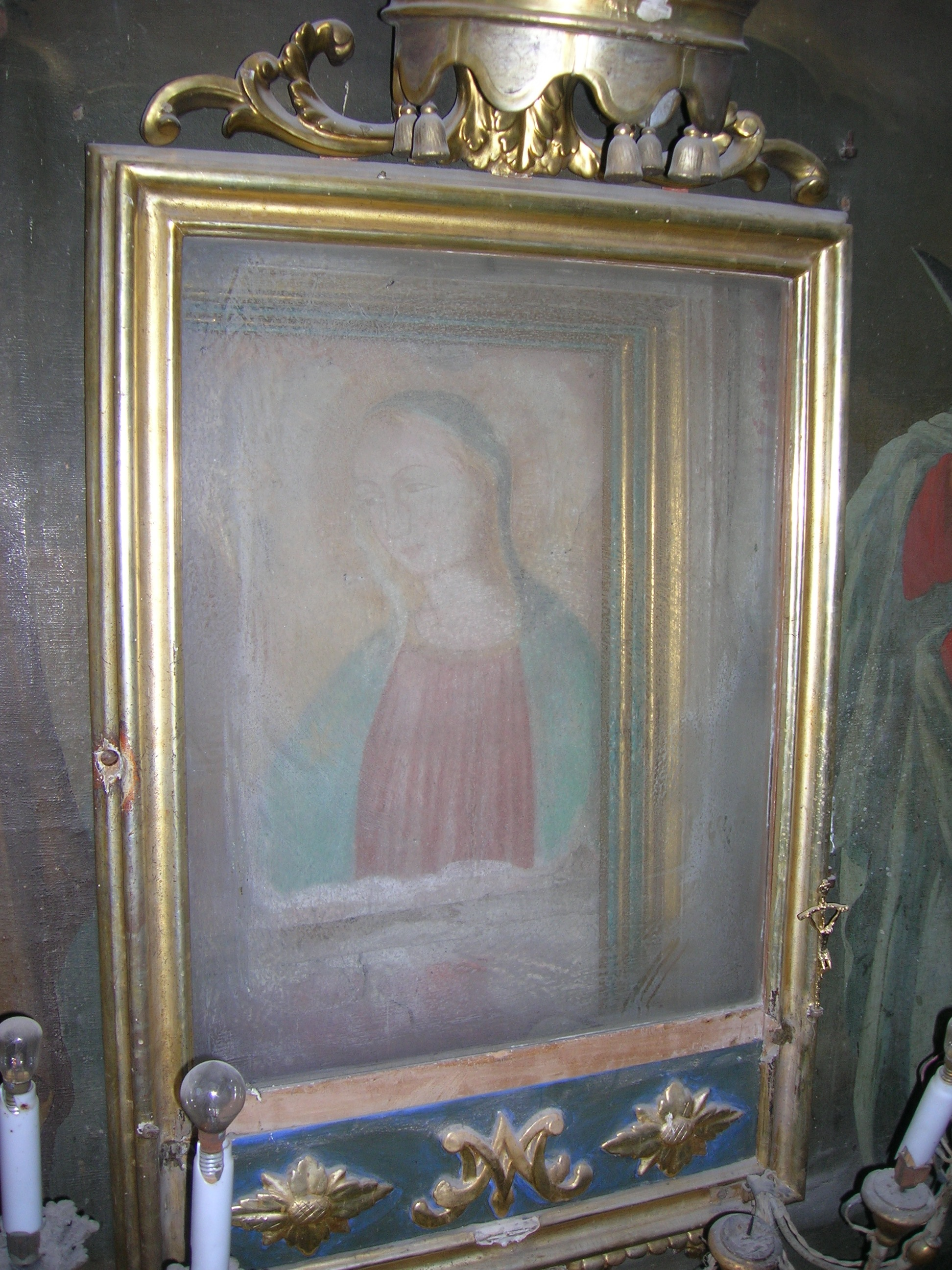
Madonna Santissima Annunziata

#### Edicola lignea con affresco
Affresco staccato - Secolo XV - cm 60 x 55.
È collocata entro un vano sull'altare maggiore, in una ‘finestra’ aperta nel dipinto di cui sopra. La Madonna è vista di tre quarti e a mezzo busto; forse proviene da un'edicola votiva che un'antica tradizione voleva fosse stata posta in una grotta nei pressi della chiesa. Comunque sia, il dipinto costituisce sicuramente un frammento di un'Annunciazione, già descritta in situ da Mario Del Mosca nel 1735. Probabilmente è da attribuirsi ad un monaco devotissimo della Madonna.

### Confessionali

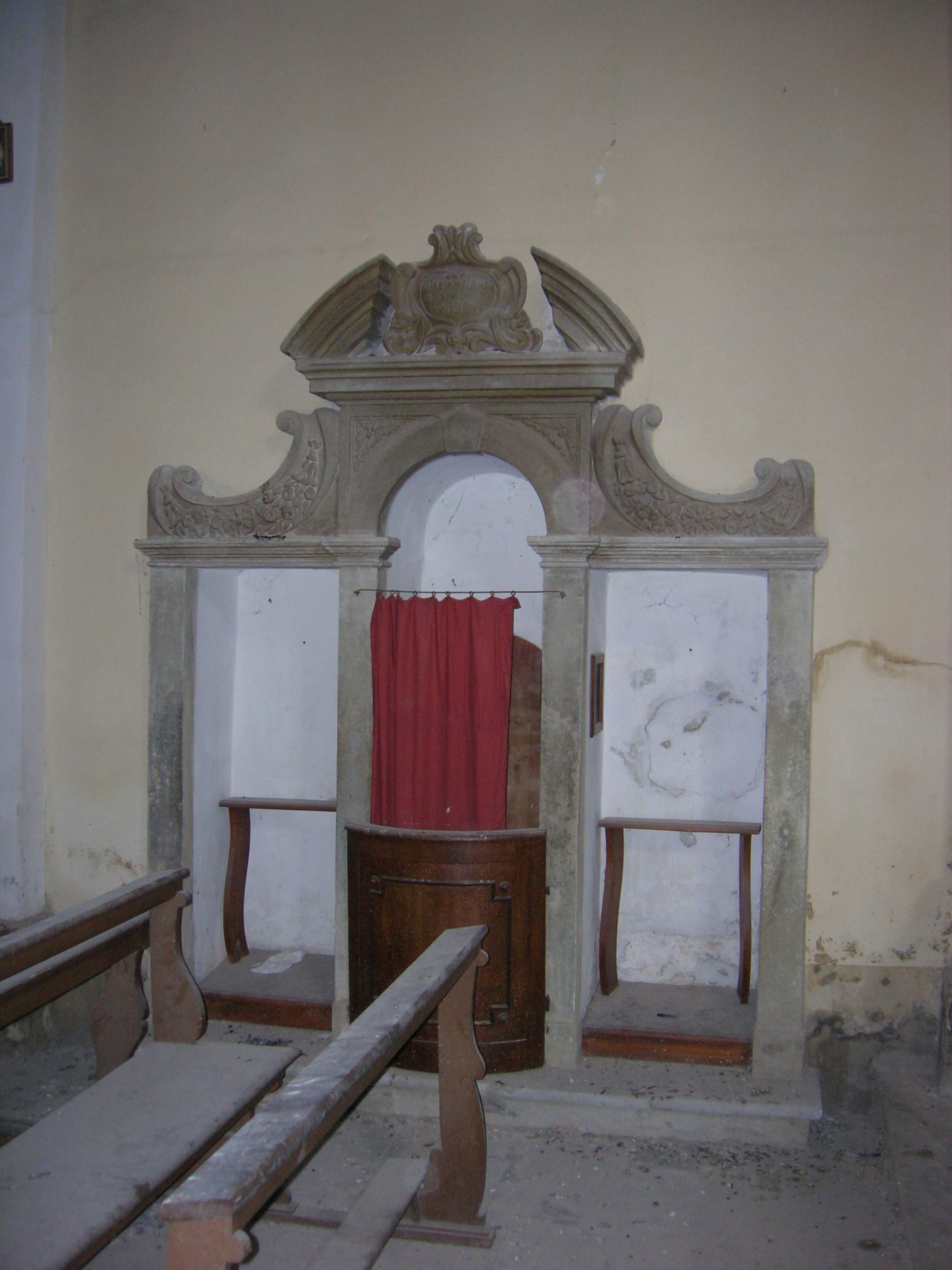
Confessionale di destra

Trattasi di due confessionali in pietra serena posti uno di fronte all'altro, in prossimità del presbiterio.
Sono composti di tre fornici: quello centrale, ad arco, è sormontato da un frontone spezzato da un cartoccio con scritta: AB OCCULTIS / MEIS MUNDA / ME F.D.E. / 1753 (confessionale di sinistra) e TIBI SOLA / PECCAVI / F.D.E. 1753 (confessionale di destra); il frontone si raccorda ai lati tramite festoni vegetali.
Questi esemplari sono pressoché identici a quelli esistenti nella chiesa della Via Crucis di Vicopisano, databili agli inizi del terzo decennio del Settecento.

### Acquasantiera
Marmo scolpito - Secolo XVII - cm 56 x 41 x 41
Trattasi di un'acquasantiera a parete, a forma di conchiglia, ornata da una testa di cherubino. È collocata sulla parete interna della facciata ovest, sulla destra di chi entra dal portone principale.
Ne esistono due identiche, entrambe presenti ai due lati della porta d'ingresso principale della chiesa della Santissima Annunziata, fino al maggio 1921. In tale data, quella posta a sinistra di chi entra venne asportata e collocata nella chiesa del Santissimo Salvatore di Uliveto Terme, in occasione dell'inaugurazione del Fonte Battesimale. Da allora hanno mantenuto inalterata la loro posizione.

### Altare laterale
Pietra intonacata a finto marmo - Secolo XIX - cm 180 x 260 x 120
Collocato in fondo alla cappella laterale, dedicata alla Madonna del Santissimo Rosario, è da ritenere coevo della mensa dell'altare maggiore, cui è paragonabile per caratteristiche architettoniche. Attualmente è in stato di grave dissesto.
Sede originale del dipinto Madonna col Bambino e i Santi Rocco, Ranieri e Ansano, custodito temporaneamente nella chiesa del Santissimo Salvatore di Uliveto per preservarlo da ulteriori danni.

### Dipinti
Fino alla chiusura al culto per motivi di sicurezza strutturale, la chiesa della Santissima Annunziata ha ospitato sulle proprie pareti opere pittoriche di un certo valore artistico. Delle quattro tele principali, una sola è rimasta nella sua sede originaria, ovvero la pala d'altar maggiore precedentemente descritta. Le altre sono state tutte trasportate nell'altra chiesa paesana per preservarle da ulteriori deterioramenti.

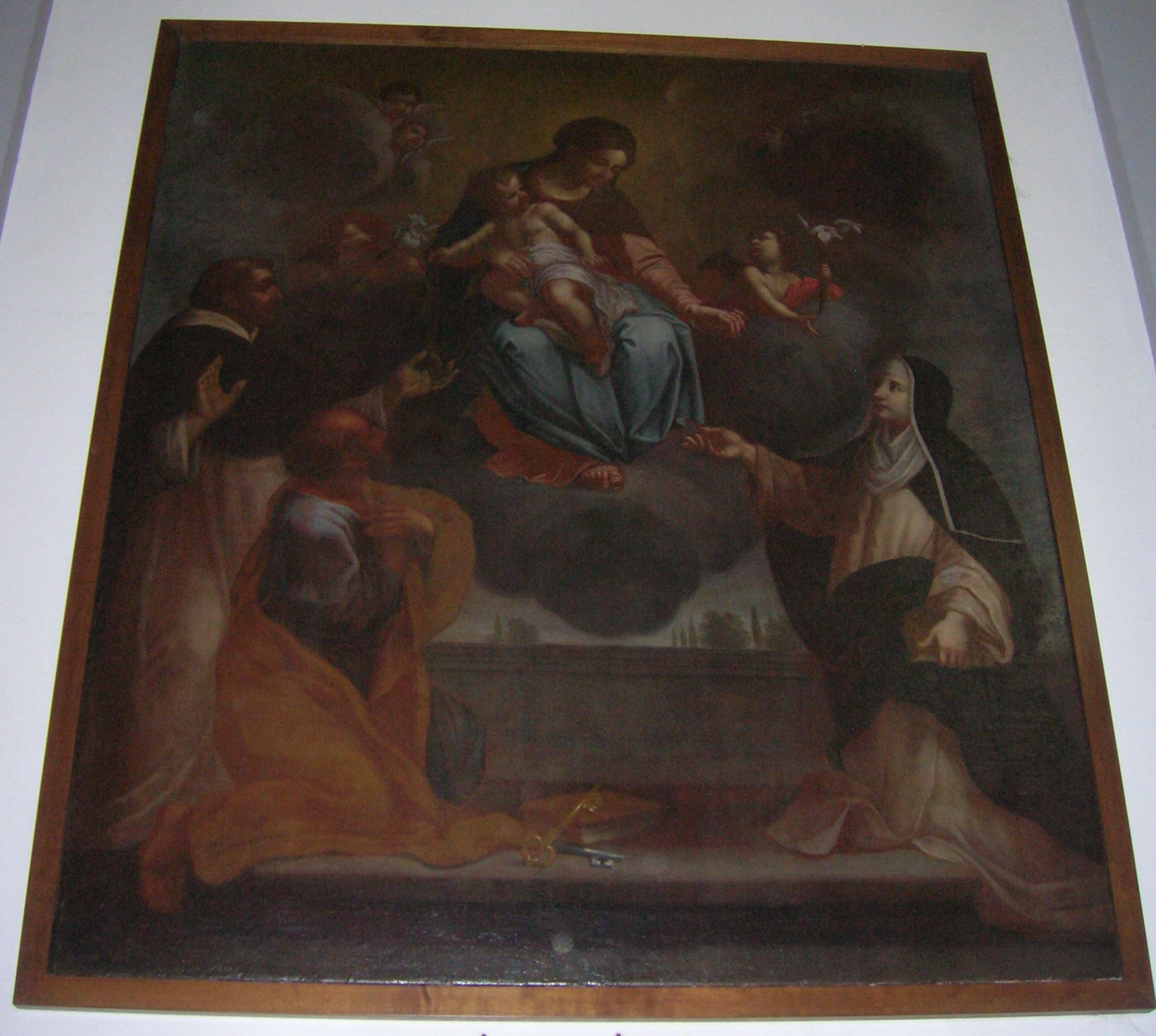
Madonna del Rosario

#### Madonna del Rosario col Bambino e i Santi Caterina, Pietro e Domenico
di Giovanni Stefano Marucelli - olio su tela - Secoli XVII-XVIII - cm 210 x 180
Centralmente in alto è collocata la Vergine con il Bambino seduta su di una nuvola e circondata da angeli e teste di cherubini, mentre in basso troviamo centralmente un paesaggio di campagna, in basso a sinistra San Domenico e San Pietro genuflesso, e in basso a destra Santa Caterina.
Da molti autori attribuita a Giovanni Stefano Marucelli, soprattutto per lo stile usato nella raffigurazione degli angeli e dei santi, la tela è probabilmente da identificare con quella Vergine, San Domenico e altri santi già segnalata nel 1735 nella chiesa di San Domenico a Noce da Mario Del Mosca, e da questi con sicurezza inserita nel carnet del pittore fiorentino.
Il dipinto era collocato nella cappella laterale della chiesa della Santissima Annunziata, mentre adesso si trova appeso sulla parete destra del presbiterio della chiesa del Santissimo Salvatore di Uliveto Terme.

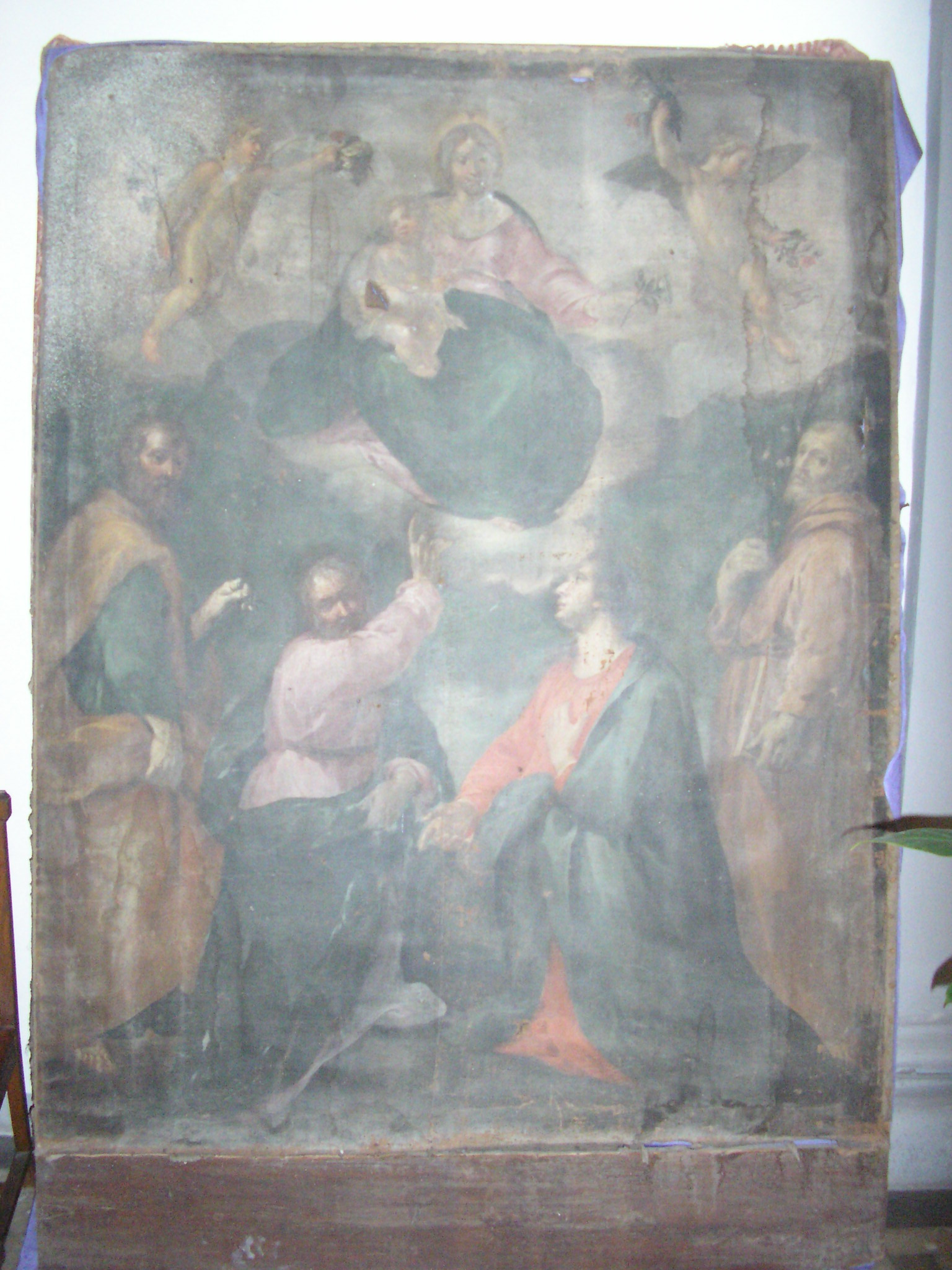
Madonna con quattro Santi

#### Madonna con Bambino e quattro Santi
di Giovanni Stefano Marucelli (?) - olio su tela - Secolo XVII - cm 240 x 180
In alto al centro è posta la Madonna con il Bambino circondata da due cherubini in volo recanti nelle mani mazzetti di fiori. In basso vediamo quattro figure di Santi, due in posizione eretta e due in posizione genuflessa. Fra questi santi sono riconoscibili San Francesco d’Assisi, in piedi a destra, e San Giuseppe, in piedi a sinistra.
In origine questa tela era collocata su uno dei due altari laterali dell'antica chiesa del Santissimo Salvatore di Uliveto, demolita intorno al 1860. In quel periodo si pensa che venne trasferita nella cappella laterale della chiesa della Santissima Annunziata, dove è rimasta fino agli anni ottanta, quando è stata prelevata per motivi di sicurezza.
Oggi risulta provvisoriamente addossata dietro l'altare maggiore della chiesa del Santissimo Salvatore di Uliveto, in attesa di restauro.

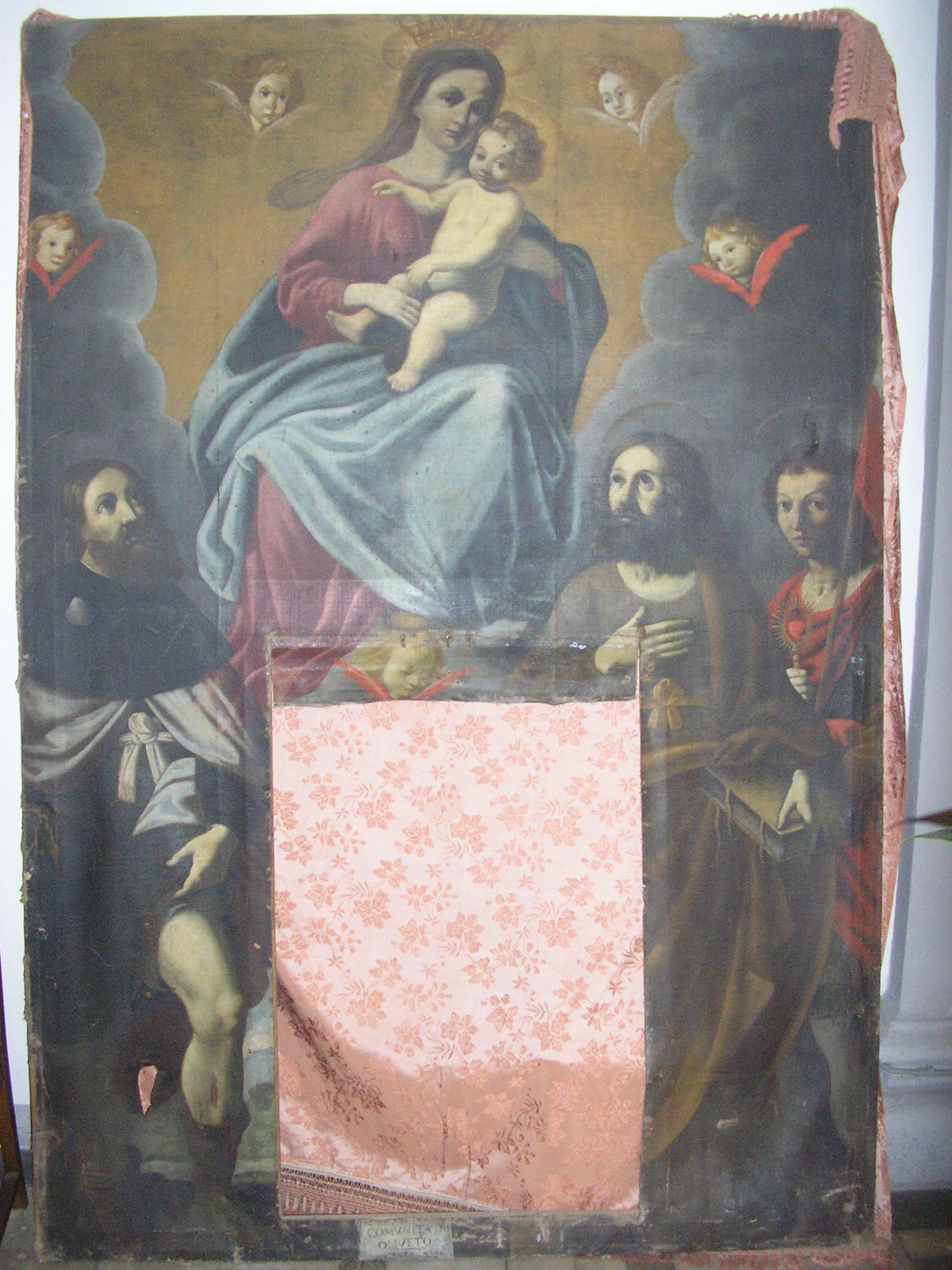
Madonna con Bambino e 3 santi

#### Madonna col Bambino e i Santi Rocco, Ranieri e Ansano
di ignoto pittore locale - olio su tela - 1680 s.p. - cm 250 x 180
Nella parte alta del dipinto, centralmente, vediamo Maria con il Bambino contornata da teste di cherubini, mentre nella parte bassa osserviamo a sinistra san Rocco e a destra san Ranieri e sant'Ansano, recante nella mano destra un ostensorio. In basso, sotto una finestra rettangolare, già aperta su una statua in cera della Madonna dei Dolori, non più esistente, vi è la scritta: [1680]/COMUNITA' DI / OLIVETO (la data, oggi perduta, è comunque ricordata dalle fonti).
Nel 1735 è segnalata da Mario Del Mosca all'altare di San Rocco, uno dei due laterali della vecchia chiesa del Santissimo Salvatore, per la quale fu verosimilmente fin dalle origini destinata per volontà della Compagnia di San Rocco, a quel tempo operante nella comunità di Uliveto. Dopo la demolizione dell'antica chiesa del Santissimo Salvatore, il dipinto venne collocato nella cappella laterale della chiesa della Santissima Annunziata, da dove è stata prelevata per motivi di sicurezza negli anni ottanta.
Anche questa tela risulta attualmente addossata, in attesa del restauro, dietro l'altare maggiore della nuova chiesa del Santissimo Salvatore, edificata nella seconda metà del XIX secolo.